# Parafia Niepokalanego Poczęcia Najświętszej Maryi Panny w Blons
Parafia Niepokalanego Poczęcia Najświętszej Maryi Panny w Blons – parafia rzymskokatolicka, administracyjnie należąca do austriackiej diecezji Feldkirch. 